# Saxifraga mucronulata
Saxifraga mucronulata är en stenbräckeväxtart som beskrevs av John Forbes Royle. Saxifraga mucronulata ingår i Bräckesläktet som ingår i familjen stenbräckeväxter. Inga underarter finns listade i Catalogue of Life.